# Ampharetidae

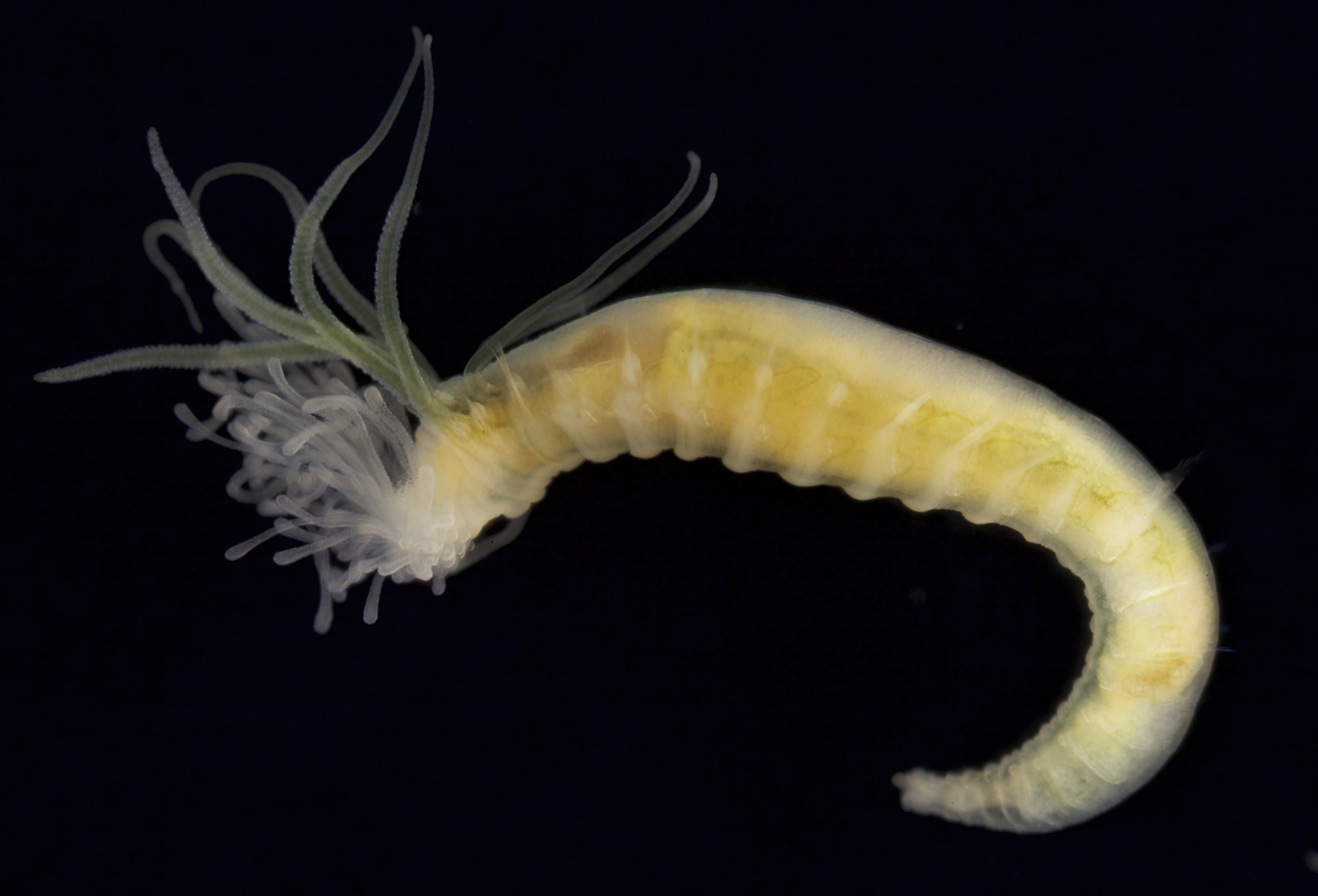
Sosane sulcata

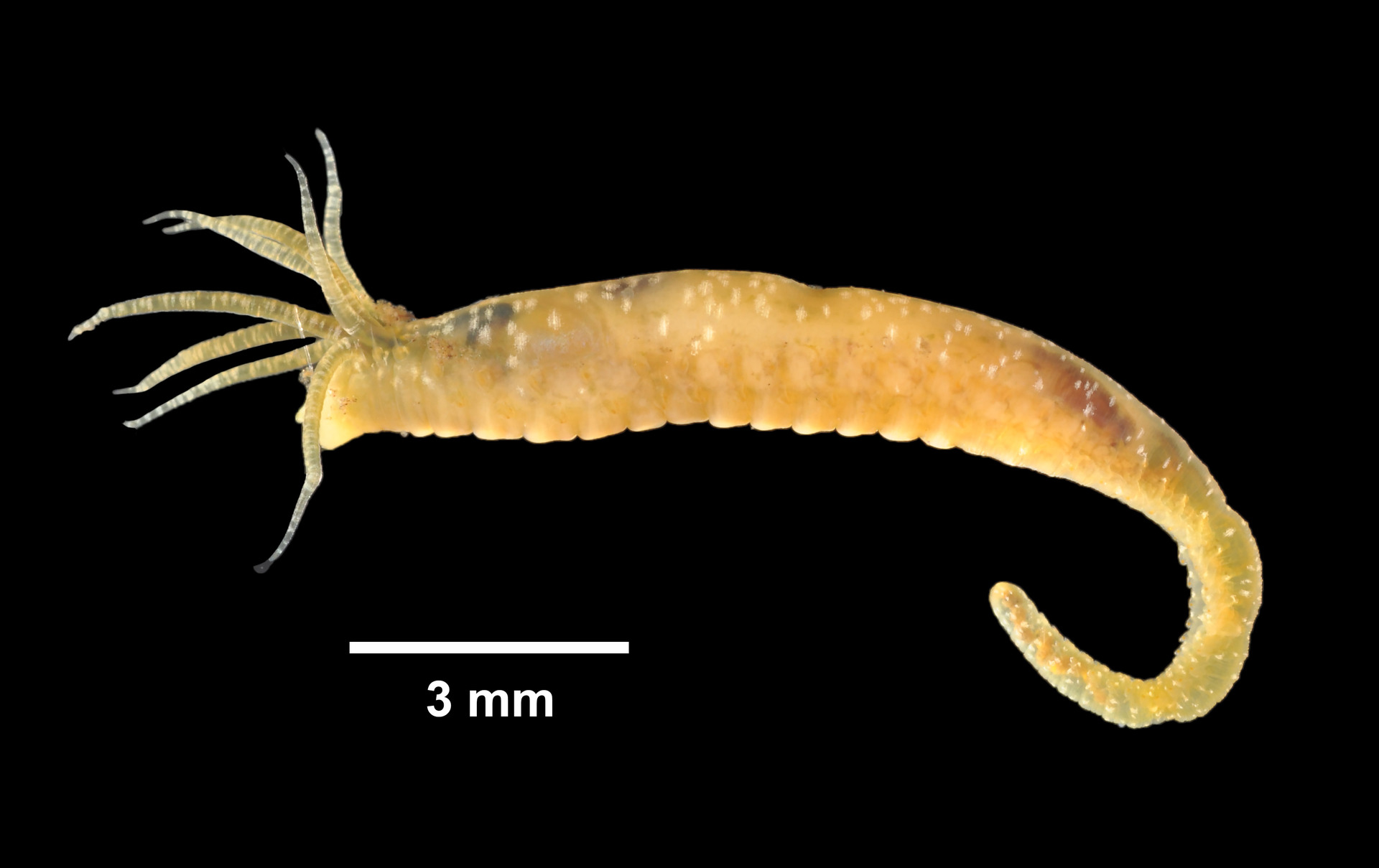
Hobsonia florida

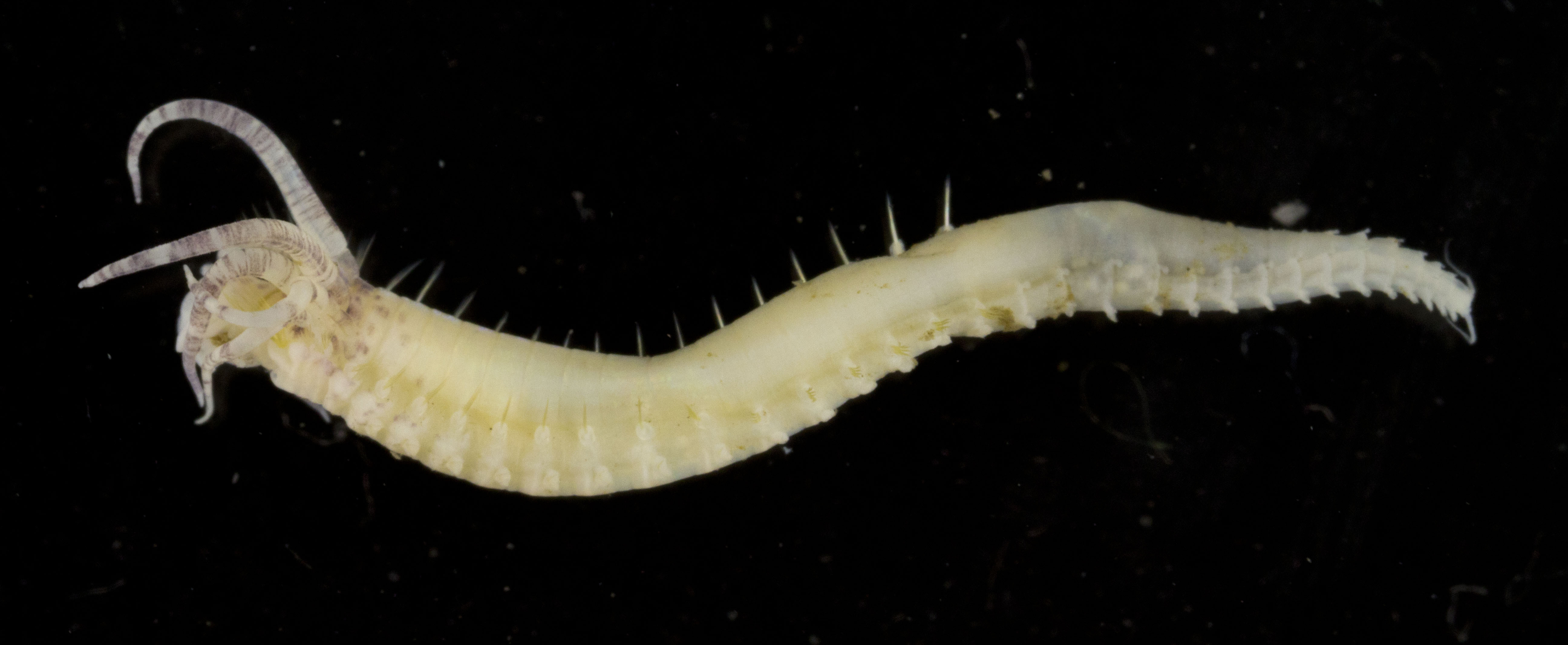
Amphicteis gunneri

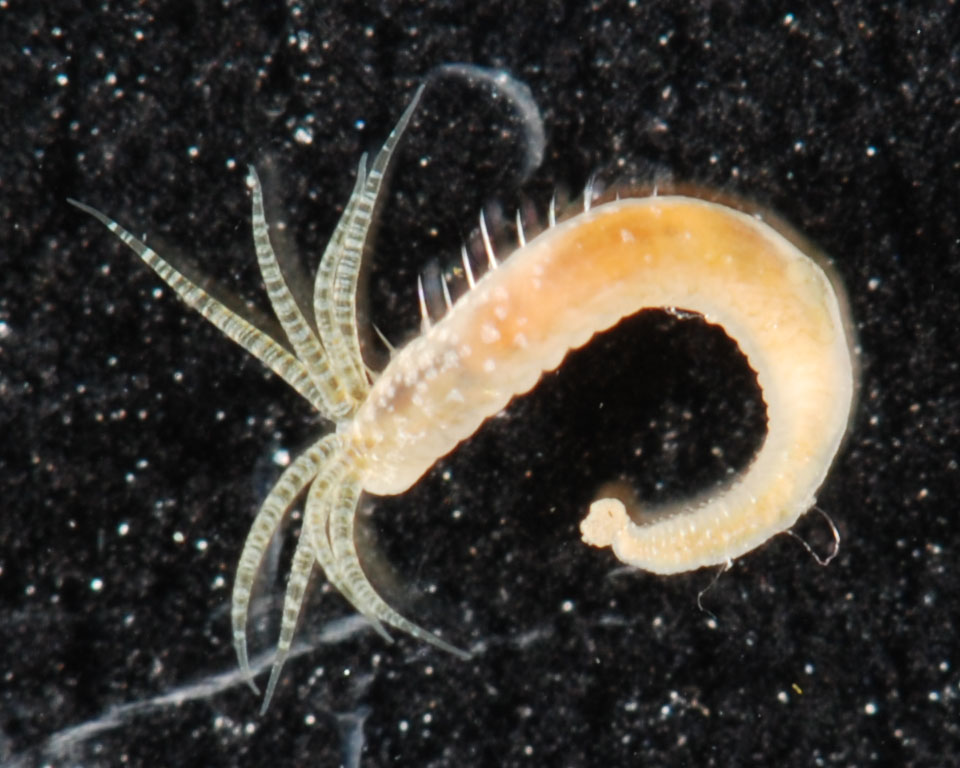
Ampharete americana

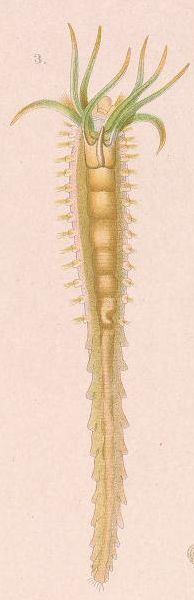
Ampharete acutifrons

Ampharetidae (лат.) — семейство кольчатых червей отряда Terebellida из подкласса Sedentaria класса многощетинковых. Известно более 280 видов.

## Описание
Короткие и компактные трубчатые черви. Имеются многочисленные втягивающиеся буккальные щупальца. Бранхии парные, расположены сегментарно и могут быть гладкими, пластинчатыми или папиллозными. Тело разделено на грудную часть с ното- и нейроподиями и брюшную часть только с нейроподиями. Нотоподии представляют собой капилляры, а нейроподии — уцини. Простомиум относительно мал, имеет вытянутую, округлую или заострённую форму. Он расположен на вершине более крупного образования, состоящего из сросшихся первого и второго сегментов. Перистомиум сведён к губам и крыше рта. Антенны отсутствуют. Амфаретиды очень широко распространены в глубоких водах, за последние десять лет из глубин была обнаружена целая масса ранее не признанных родов.

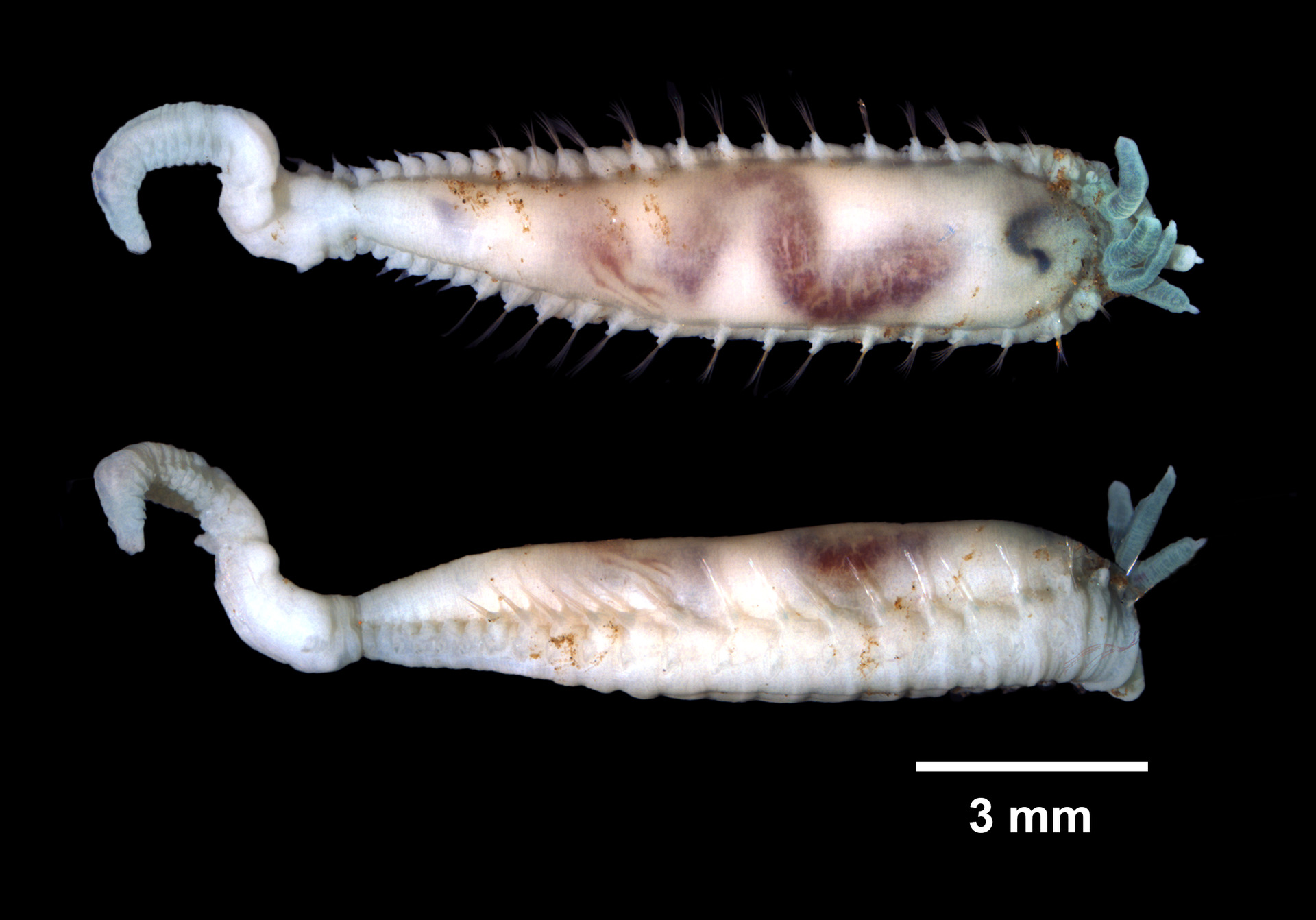
Hobsonia florida

## Систематика
Известно около 50 родов и более 280 видов. Семейство Ampharetidae было впервые образовано в 1866 году. В 2001 году Rouse and Pleijel разделили семейство Ampharetidae на три подсемейства: большое Ampharetinae, гораздо меньшее Melinninae и монотипическое Uschakovinae. Первоначально входившее в его состав как подсемейство Melinninae Chamberlin, 1919 позднее было выделено в отдельное семейство Melinnidae. Подсемейство Alvinellinae также раньше входило в состав Ampharetidae.

### Классификация
- подсемейство Amaginae Holthe, 1986
  - Amage Malmgren, 1866
  - Amphisamytha Hessle, 1917
  - Grubianella McIntosh, 1885
    - Amagopsis Pergament & Khlebovich, 1964

  - Samythopsis McIntosh, 1885
    - Neopaiwa Hartman & Fauchald, 1971
    - Paiwa Chamberlin, 1919
    - Weddellia Hartman, 1967
- подсемейство Ampharetinae Malmgren, 1866
  - Abderos Schüller & Jirkov, 2013
  - Adercodon Mackie, 1994
  - Alkmaria Horst, 1919
  - Amage Malmgren, 1866
  - Ampharana Hartman, 1967
  - Ampharete Malmgren, 1866
  - Amphicteis Grube, 1850
  - Amphisamytha Hessle, 1917
  - Amythas Benham, 1921
  - Amythasides Eliason, 1955
  - Andamanella Holthe, 2002
  - Anobothrus Levinsen, 1884
  - Auchenoplax Ehlers, 1887
  - Decemunciger Zottoli, 1982
  - Ecamphicteis Fauchald, 1972
  - Eclysippe Eliason, 1955
  - Emaga Hartman, 1978
  - Endecamera Zottoli, 1982
  - Eusamythella Hartman, 1971
  - Glyphanostomum Levinsen, 1884
  - Gnathampharete Desbruyères, 1978
  - Grassleia Solis-Weiss, 1993
  - Grubianella McIntosh, 1885
  - Jugamphicteis Fauchald & Hancock, 1981
  - Lysippe Malmgren, 1866
  - Melinnampharete Annenkova, 1937
  - Melinnata Hartman, 1965
  - Melinnoides Benham, 1927
  - Neopaiwa Hartman & Fauchald, 1971
  - Neosabellides Hessle, 1917
  - Neosamytha Hartman, 1967
  - Orochi Reuscher, Fiege & Imajima, 2015
  - Pabits Chamberlin, 1919
  - Paedampharete Russell, 1987
  - Paiwa Chamberlin, 1919
  - Parampharete Hartman, 1967
  - Paramphicteis Caullery, 1944
  - Paramytha Kongsrud, Eilertsen, Alvestad, Kongshavn & Rapp, 2017[8]
  - Pavelius Kuznetsov & Levenstein, 1988
  - Phyllampharete Hartman & Fauchald, 1971
  - Phyllamphicteis Augener, 1918
  - Phyllocomus Grube, 1877
  - Pseudampharete Hilbig, 2000
  - Samytha Malmgren, 1866
  - Samythella Verrill, 1873
  - Samythopsis McIntosh, 1885
  - Sosane Malmgren, 1866
  - Tanseimaruana Imajima, Reuscher & Fiege, 2013
  - Watatsumi Reuscher, Fiege & Imajima, 2015[9]
  - Weddellia Hartman, 1967
  - Ymerana Holthe, 1986
  - Zatsepinia Jirkov, 1986
- подсемейство Amphicteinae Holthe, 1986[10][11]. Первоначально таксон был выделен в качестве трибы с 8 родами, но в 2020 году повышен до уровня отдельного подсемейства[11][12]. Известно, что два вида, Hypaniola kowalewskii и Hypania invalida, питаются сине-зелёными водорослями[13]
  - Hobsonia Banse, 1979
    - Hobsonia florida  (Hartman, 1951)

  - Hypania Ostroumoff, 1897
    - Hypania antiqua  (Ostroumoff, 1896)
    - Hypania brevispinis  (Grube, 1860)
    - Hypania invalida (Grube, 1860)

  - Hypaniola Annenkova, 1927
    - Hypaniola kowalewskii  (Grimm, 1877)

  - Noanelia Desbruyeres & Laubier, 1977
    - Noanelia hartmanae  Desbruyères & Laubier, 1977
    - Noanelia orensanzi  Schüller & Jirkov, 2013

- без указания подсемейства
  - Rytocephalus Quatrefages, 1866
    - Rytocephalus ebranchiatus Quatrefages, 1866[14]

  - Uschakovius Laubier, 1973
    - Uschakovius enigmaticus Laubier & Ramos, 1973[15]